# Boda de la Princesa Isabel y Gastón, Conde de Eu
El matrimonio de Isabel Cristina Leopoldina de Braganza y Luis Maria Filipe Gastón fue una unión dinástica entre los herederos de las casas reales de Brasil y Francia, celebrada el 15 de octubre de 1864 en la Catedral Vieja de Río de Janeiro, Brasil. 
Fue el primer matrimonio entre miembros de la familia imperial brasileña y la familia real francesa, y también el primer matrimonio por poder en la historia de Brasil. 
A princesa imperial Isabel Cristina Leopoldina Augusta Micaela Gabriela Rafaela Gonzaga era la hija mayor del emperador Pedro II de Brasil y de la emperatriz Teresa Cristina de las Dos Sicilias. Como presunta heredera del trono brasileño, tenía el título de Princesa Imperial de Brasil y ocupaba el segundo lugar en la línea de sucesión, después de su padre. Gastón era el hijo mayor de Luis, duque de Némours y de la princesa Victoria de Sajonia-Coburgo-Kohary. Como nieto del rey Luis Felipe I de Francia, ostentaba el título de Príncipe de Orleans y era el cuarto en la línea de sucesión al trono francés.  
El matrimonio entre Isabel Cristina y Gastão fue fruto de una alianza política entre Pedro II y Luis Felipe I, que buscaba estrechar los vínculos entre ambas monarquías y contener las ambiciones expansionistas de los Estados Unidos y Gran Bretaña en América Latina. Además, el matrimonio también pretendía garantizar la continuidad dinástica en Brasil, ya que Isabel era la única hija superviviente de Pedro II y su esposa era considerada infértil tras varios abortos. 

## Negociaciones
Las negociaciones para el matrimonio comenzaron en 1863, cuando Pedro II envió una carta al duque de Némours, proponiendo la unión entre sus hijos. El duque aceptó la propuesta y envió una respuesta favorable al emperador brasileño. Luego comenzaron los preparativos para la ceremonia, que involucraron cuestiones diplomáticas, religiosas y financieras. 
Una de las principales dificultades fue la cuestión religiosa, ya que Isabel era católica y Gastão era protestante. Para resolver este impasse, se acordó que Gastão se convertiría al catolicismo antes de casarse y que sus hijos serían educados en esa fe. Otro problema fue el financiero, ya que la dote de Isabel se consideró insuficiente según los estándares europeos. Para aumentar el valor de la dote, Pedro II concedió a Gastão el título de Conde de Eu y una renta anual de 300 contos de réis. Además, Gastão recibió el título de Príncipe Consorte Imperial de Brasil, al ser marido de la Princesa Isabel, entonces heredera al trono.

## Ceremonia

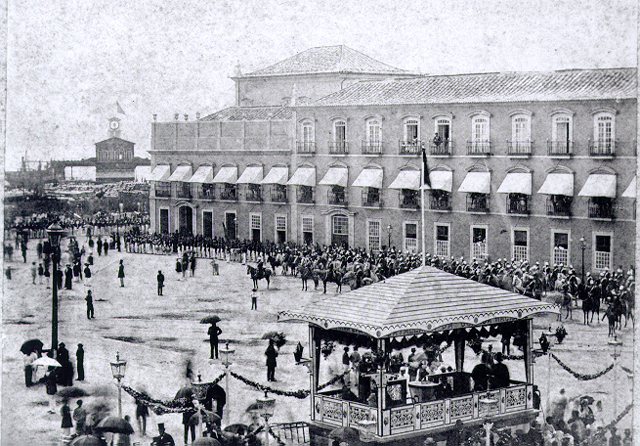
El Palacio Imperial de Río de Janeiro se prepara para la ceremonia de boda.

La ceremonia se llevó a cabo en dos etapas: la primera fue el matrimonio por poderes, que tuvo lugar el 28 de agosto de 1864 en la Capilla real de Dreux, Francia. En esta ocasión, Gastón estuvo representado por su hermano menor, el príncipe Augusto de Orleans. La segunda fue la boda presencial, que tuvo lugar el 15 de octubre de 1864 en la Catedral Vieja de Río de Janeiro, Brasil. En aquella ocasión, Isabel y Gastón se encontraron por primera vez e intercambiaron sus votos matrimoniales delante del arzobispo Don Manuel Joaquim da Silveira. 
La boda fue un evento social importante en Brasil, al que asistieron autoridades civiles y militares, miembros de la nobleza y el cuerpo diplomático, así como una gran multitud popular que siguió el cortejo nupcial por las calles de la ciudad. La pareja recibió numerosos obsequios y homenajes, como joyas, medallas, cuadros, poemas y música. Una de las más famosas fue la "Marcha Nupcial", compuesta por Francisco Manuel da Silva especialmente para la ocasión.

## Consecuencias
El matrimonio entre Isabel y Gastão tuvo importantes consecuencias políticas e históricas para Brasil y Francia. A nivel político, el matrimonio reforzó la alianza entre las dos monarquías y contribuyó a la participación brasileña en la Guerra del Paraguay, que fue apoyada por Francia. A nivel histórico, el matrimonio garantizó la sucesión dinástica en Brasil, pues Isabel y Gastão tuvieron tres hijos: Pedro de Alcântara, Luís Maria y Antônio Gastão. Estos niños fueron los últimos miembros de la familia imperial brasileña en nacer en Brasil, antes de la proclamación de la República en 1889. Además, el matrimonio también influyó en la historia de Francia.